# Juguete sexual

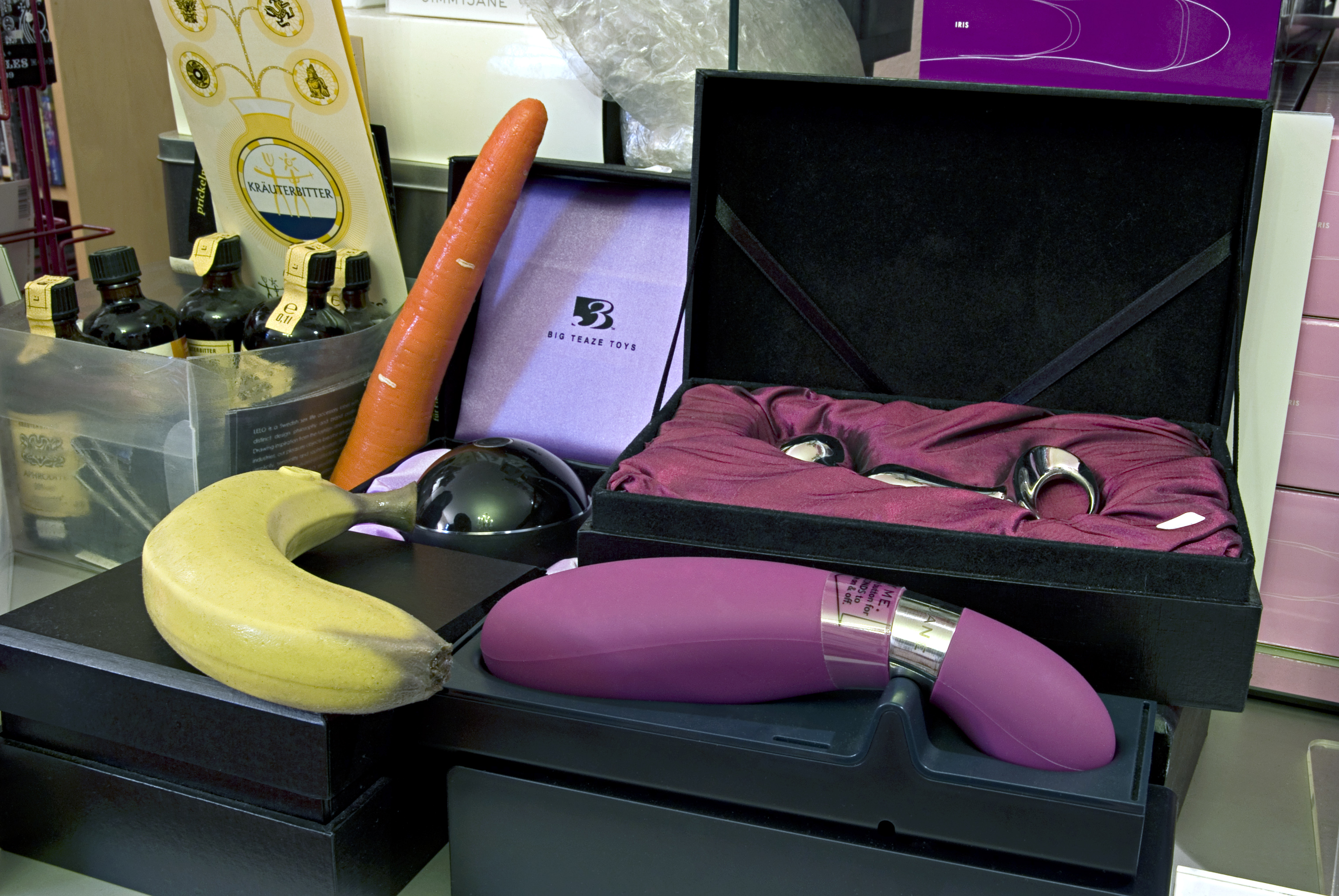
Juguetes sexuales.

Un juguete sexual o juguete erótico es un objeto que sirve para masturbarse (véase autoerotismo) o para aumentar el placer del sexo con otras personas.
El término «juguete sexual» también puede incluir aparatos BDSM y muebles sexuales; sin embargo, no se aplica a artículos como anticonceptivos, pornografía o condones. En su momento, utilizó el eufemismo «ayuda marital» que caería en desuso;  también tiene un significado más amplio y se aplica a medicamentos y hierbas comercializados para mejorar o prolongar las relaciones.
Tradicionalmente se venden en tiendas eróticas, pornográficas o en farmacias (con fines médicos), pero también se ha vuelto popular la venta en línea para la comodidad del usuario.

## Historia
Algunos juguetes sexuales vienen utilizándose desde hace miles de años, como es el caso de los consoladores, también conocidos como dildos. Se ha especulado que los artefactos del Paleolítico superior de un tipo llamado bâton de commandement se utilizaron con fines sexuales. Pocos arqueólogos consideran estos artículos como juguetes sexuales, pero el arqueólogo Timothy Taylor lo expresó: «Al observar el tamaño, la forma y, en algunos casos, el simbolismo explícito de los bastones de la edad de hielo, parece falso evitar lo más obvio y directo. interpretación, pero se ha evitado».
Los primeros consoladores estaban hechos de piedra, alquitrán, madera, hueso, marfil, piedra caliza, dientes y otros materiales a los que se les podía dar forma de pene y que eran lo suficientemente firmes como para usarse en la penetración. Aunque se especula que también no utilizaron ejemplos de la Edad del Hielo de Eurasia (40.000-10.000 a. C.) y la época romana para «rituales de desfloración». 

## Utilización

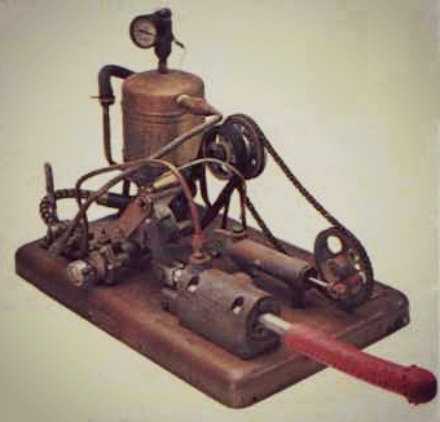
En la imagen, el considerado como el primer vibrador de la historia.

Lo común es emplearlos a solas para autocomplacerse, como una manera de aumentar el placer durante la masturbación. Asimismo se usan durante el acto sexual en pareja para acrecentar el placer sexual, de ahí que se aconseje el probar a solas para luego comunicarlo al compañero/a.
La pareja también puede emplear juguetes sexuales como parte de sus fantasías sexuales o juegos sexuales; así se suele producir una mayor excitación por el morbo de ver que algo ayuda a la hora de realizar el acto sexual. Los espejos se suelen usar como participante del juego. El ver reflejada la figura mientras se intenta alcanzar el clímax puede producir sensaciones excitantes.
Algunas personas usan frutas con formas sugestivas que sirven para ser introducidas o frotadas en las diversas zonas erógenas del cuerpo.

## Tipos
Existe gran variedad de juguetes sexuales en el mercado (sin importar sexo, identidad de género u orientación) desde los que se utilizan superficialmente para estimular la cara, el cuello, los oídos y la piel en general, hasta objetos que sirven para ser introducidos en la próstata, la vagina o el ano. En años recientes, se han fabricado aparatos específicios destinados a aquellos sectores de la población a los que se les marginado de una vida sexual, como las personas con discapacidad o transgénero.

### Para el cuerpo masculino
- Los masturbadores masculinos son tubos fabricados con un material blando para simular el coito. El material y, a menudo, el canal interior texturizado están diseñados para estimular el pene e inducir el orgasmo. También son popularmente conocidos como «vaginas artificiales» o «strokers», puesto que hay formas de vagina, ano o o cualquier cosa con agujero que sirva para la penetración. Algunos son desechables y otros pueden usarse repetidamente.
  - El huevo masturbador es un tipo de estimulador elástico en forma de huevo. Debido a su elasticidad, están diseñados para adaptarse a todos los tamaños de pene.
- Los anillos prolongan la erección al atrapar sangre dentro del pene del varón. Algunos de los anillos para el pene vibran y otros que estimulan los testículos y el perineo. En el caso de que el hombre desee compartirlo con una pareja femenina, hay modelos que incluyen un estimulador que acaricia el clítoris mientras se realiza el acto sexual.
  - El triple anillo es otro tipo de anillo con dos aros adicionales para insertar los testículos y evitar que se retracten hacia el cuerpo, lo que suele suceder en el momento de la eyaculación. De esta manera se intensifica la sensación del orgasmo forzando a los testículos a permanecer alejados del cuerpo.
- La funda para el pene es un dispositivo cilíndrico que se coloca en el eje del pene, con la intención de aumentar el tamaño del órgano y el estímulo que recibe la persona que está siendo penetrada. Algunos modelos incluyen topes que sirven para aumentar el placer sexual.
- Las bombas de vacío para el pene tienen usos médicos y eróticos, como en la masturbación. Los hombres que padecen de dificultades eréctiles las pueden usar para estimular una erección que les permita tener coito. Hay quienes aseguran que el uso regular de una bomba ayuda a aumentar el tamaño del pene, pero no hay estudios que lo comprueben.
- Un masajeador prostático, también llamado «estimulador prostático», está diseñado para masajear la glándula prostática del varón. Hay varios tipos de diseño; tienden a ser más curvos, más delgados y con una textura más suave. También existen los «vibradores del punto P» que están curvados en un extremo para facilitar su estimulación.

### Para el cuerpo femenino
- Un consolador o dildo es un dispositivo que no vibra y se utiliza para el estímulo sexual de la vagina. El consolador se puede usar de manera estática mientras se estimulan otras partes del cuerpo, o con movimiento, para crear más estímulo interno.
  - Un consolador de dos extremos es un consolador largo, generalmente flexible con ambos extremos diseñados para la penetración. Permite la penetración mutua entre dos personas y es muy común durante el sexo entre lesbianas.
- Las bolas de Ben Wa o bolas chinas son bolas de metal huecas que tienen dentro bolas más pequeñas. Se insertan vaginalmente y se pueden emplear dentro de la vagina durante un largo período de tiempo. El balanceo interno que se realiza cuando la mujer se mueve sirve para realizar los orgasmos. Las bolas también permiten a las mujeres con problemas vaginales ejercitar los músculos pélvicos que ayudan a alcanzar el orgasmo.
- Los succionadores de clítoris están diseñados para estimular de dicho órgano mediante contacto directo.
- Las pinzas para el clítoris se utilizan para la estimulación aplicando presión y restringiendo el flujo sanguíneo.
- El vibrador de conejo, popularizado por la serie de televisión Sex and the City, comprende un eje insertable que a menudo tiene una funcionalidad adicional, como rotación y cordones internos o una acción de empuje.
- El vibrador de punto G tiene una forma especial que estimula preferentemente la parte anterior de la vagina. Algunos modelos están diseñados para estimular al mismo tiempo el glande del clítoris.
- Los ejercitadores de Kegel, también conocidos como «barras vaginales», están diseñados para mejorar el tono muscular del suelo pélvico y pueden utilizarse para el placer sexual además de mejorar la respuesta vaginal.
- Las bombas de coño se utilizan para sensibilizar el área genital antes de la masturbación o del sexo con una pareja.
- Las varitas vibradoras generalmente se conectan a una toma de corriente (en lugar de funcionar con batería) y, a menudo, se comercializan como masajeadores de espalda. Son capaces de producir vibraciones mucho más potentes.

### Objetosunisex
- El plug anal o tapón anal ha sido diseñado para ser insertado en el recto. La forma del plug anal es la de un cono con un extremo redondeado y el otro bruscamente estrechado a modo de una «cintura». Algunos están acanalados o son ondulados.
- Las cuentas anales consisten en numerosas esferas unidas a una cuerda o soporte rígido o semirrígido que las atraviesa. A menudo se sacan rápida y bruscamente para aumentar la sensación placentera durante el clímax.
- Las pinzas para pezones son pinzas que se utilizan para estimular los pezones aplicando distintos grados de presión.
- Una máquina sexual es un dispositivo motorizado que combina la penetración con un movimiento rotacional o recíproco, o ambos.
- Las muñecas de silicona o real dolls facilitan una experiencia realista al usuario. Están fabricadas con elastómeros termoplásticos o TPE, que son polímeros entrelazados que confieren a las real dolls una gran resistencta y elasticidad. Cuentan con varias opciones de personalización para elegir el color de los ojos, el color del pelo, el tipo de piel, el tamaño del busto, entre otras.

## Industry
Se estima que, a partir de 2023, la industria de los juguetes sexuales estará valorada en 35.200 millones de dólares a nivel mundial. Se prevé que para 2030 el valor de esta industria alcance los 62.700 millones de dólares. [1] El 70 % de los juguetes sexuales se fabrican en China. Estos productos se venden en distintos tipos de sex shops, tanto físicos como en línea, en convenciones asociadas a la industria para adultos, y en fiestas. Sin embargo, algunos artículos, como los "masajeadores de mano", se comercializan en establecimientos minoristas convencionales, como farmacias. El auge del comercio electrónico y de los minoristas en línea ha contribuido al rápido crecimiento de la industria, al facilitar una compra fácil y discreta. Tras los confinamientos por la COVID-19, las ventas de juguetes sexuales aumentaron un 60 %.
En la industria de los juguetes sexuales están surgiendo nuevos mercados que apelan a distintos grupos, como personas con vaginismo, la comunidad transgénero, parejas a distancia y personas con discapacidad.